# Metalli (Zug)

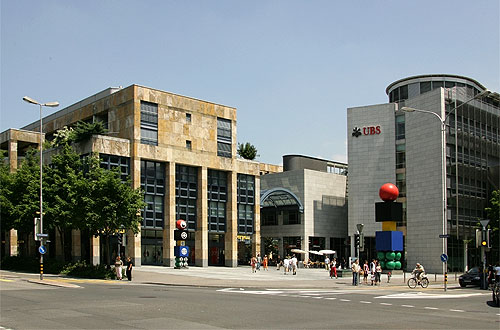
Metalli-Platz mit Eingang, UBS und Skulpturen

Das (auch die) Metalli ist ein Einkaufs-, Wohn- und Büroquartier im Zentrum der Schweizer Stadt Zug auf dem Gelände der ehemaligen Metallwarenfabrik Zug unweit des Bahnhofs Zug.

## Lage und Nutzung
Das Metalli befindet sich auf einem ca. 25'000 m² grossen Grundstück zwischen Baarerstrasse, Metallstrasse, Industriestrasse und Gotthardstrasse in der Zuger Innenstadt. Den Kern bildet die überdachte Metalli-Passage. Hier befinden sich 55 Geschäfte mit zusammen 17'000 m² Verkaufsfläche. Auf der gegenüberliegenden Seite der Industriestrasse befinden sich zwei weitere Areale. Zusammen erstreckt sich der Komplex über eine Grundstücksfläche von 58'737 m². Er besteht aus mehreren Baukörpern mit zum Teil unterschiedlicher Architektur.und beinhaltet 20'383 m² Verkaufsfläche, 19'179 m² Bürofläche, 110 Wohnungen sowie zwei Hotels.
Hauptmieter in der Ladenpassage sind Migros, H&M, Dosenbach-Ochsner und Lidl Schweiz sowie die UBS als Nutzer von Bürofläche im Sondereigentum. Darüber hinaus finden sich dort eine Reihe von Gastronomiebetrieben, eine Kindertagesstätte sowie ein Kindertheater. Es stehen ca. 1000 Parkplätze zur Verfügung.
Das Metalli wird von der Zug Estates AG verwaltet sowie vom Quartierverein Guthirt und der Vereinigung Pro Zug betreut. Mehrheitseigentümerin, direkt sowie bei Metalli I/II als 78,75 % Miteigentümer, ist die Zug Estate Holding AG.

## Geschichte
Nach der Fusion der 1880 gegründete Metallwarenfabrik Zug AG, von den Einwohnern die Metalli genannt, mit der Verzinkerei Zug zur V-Zug AG 1959 wurde die Produktion in der Zuger Innenstadt in den Folgejahren vollständig in die Verzinkerei verlegt. Zur Umnutzung des frei stehenden Fabrikareals wurde 1972 das Projekt Metalli, ein Stadtquartier der Schweizer Architekten Leo Hafner und Alfons Wiederkehr vorgestellt und der dafür erforderliche Bebauungsplan Metalli Bergli am 27. Februar 1983 in einer Volksabstimmung angenommen. Das Projekt war hoch umstritten. Einer der prominenten Gegner des Vorhabens war dabei der Gründer des Dokumentationszentrums Doku-Zug, Daniel Brunner.
Die Realisierung durch die MZ-Immobilien AG als Rechtsnachfolger der Metallwarenfabrik Zug AG zusammen mit einer Investorengruppe um die UBS begann 1983 mit dem Abbruch der alten Metallwarenfabrik. Der Neubau erfolgte ab 1984 in mehreren Bauphasen nach Plänen von Wiederkehr Krummenacher Architekten AG im Stil der Postmoderne. Die Eröffnung des ersten Teils Metalli I war am 24. September 1987. Im gleichen Jahr wurde nebenan das Parkhotel Zug fertiggestellt. Metalli II folgte am 14. März 1991. Am 3. Juli 1995 eröffnete die UBS ihren neuen Hauptsitz in dem nach Plänen der Architekten Ammann und Baumann erbauten Abschnitt III. Bis Ende 1995 entstanden auch der Abschnitt IV mit überwiegend Büros und Wohnungen. In einem weiteren Bauabschnitt wurden bis 2009 das City Garden Hotel sowie die Serviced City Apartments errichtet, gefolgt von einer Erweiterung an Metalli I/II um 2000 m² Büro- und 4000 m² Ladenfläche im Jahr 2012.
Zum 1. Juli 2012 wurde die MZ-Immobilien AG von der Metall Zug abgespalten und firmiert seither eigenständig unter Zug Estates Holding AG. Die Abspaltung erfolgt durch Ausschüttung der Aktien der Zug Estates Holding AG.

## Kunst im öffentlichen Raum
- Vor dem Haupteingang auf dem Metalli-Platz befinden sich die beiden Plastiken Signpost for Ideas des New Yorker Künstlers Matt Mullican. Die grössere ist 9 Meter hoch. Beide gehören zu den auffälligsten Kunstwerken im öffentlichen Raum des Kantons Zug. Für die Aufstellung wurde nach langen Diskussionen das Vordach über dem Metalli-Platz entfernt.[10]
- In der Metalli-Passage findet sich eine Holzskulptur des Schweizer Bildhauers Raffael Benazzi aus dem Jahr 1987.[11]

## Bewertung
Noch 2015 kritisierte der Kunsthistoriker und Denkmalpfleger des Kantons Aargau, Reto Nussbaumer, die damalige Entscheidung für den Abriss der alten Fabrik. Andere werten das Metalli als bei der Bevölkerung beliebt und als festen Bestandteil der Zuger Innenstadt.